# Morti l'8 settembre
| Questa pagina contiene informazioni ricavate automaticamente dalle voci biografiche con l'ausilio del template Bio e di un bot. L'aggiornamento è periodico e automatico e ricostruisce completamente la pagina. Se manca una persona in questa lista, sei pregato di non aggiungerla, ma accertati piuttosto che la sua voce biografica contenga il template Bio e che i dati anagrafici siano correttamente compilati. Se il template Bio manca, inseriscilo tu stesso o, in alternativa, metti l'avviso {{tmp\|Bio}} che ne segnala la mancanza. Se i dati riportati sono sbagliati, correggi direttamente la voce biografica; le modifiche saranno visibili in questa lista entro pochi giorni. Per chiarimenti vedi il progetto biografie. La lista contiene solo le 505 persone che sono citate nell'enciclopedia e per le quali è stato implementato correttamente il template Bio. Pagina aggiornata al 25 lug 2025. |

## III secolo(1)
- 257 - Eutralia da Lentini, santa romana

## VII secolo(1)
- 601 - Melanzio di Rouen, vescovo francese

## VIII secolo(3)
- 701 - Papa Sergio I, papa, cardinale e vescovo italiano (n. 650)
- 730 - Corbiniano di Frisinga, monaco cristiano e vescovo francese
- 780 - Leone IV il Cazaro, imperatore bizantino (n. 750)

## IX secolo(1)
- 846 - Bai Juyi, poeta cinese (n. 772)

## X secolo(1)
- 987 - Alberto I di Vermandois, nobile

## XI secolo(1)
- 1100 - Clemente III, arcivescovo cattolico italiano

## XII secolo(2)
- 1107 - Richard de Redvers, nobile francese
- 1148 - Guglielmo di Saint-Thierry, monaco cristiano, teologo e filosofo belga

## XIII secolo(4)
- 1217 - Roberto I d'Alençon, nobile francese
- 1252 - Berardo di Castagna, arcivescovo cattolico e politico italiano
- 1269 - Gregorio da Montelongo, patriarca cattolico italiano
- 1287 - Giordano Orsini, cardinale italiano

## XIV secolo(3)
- 1380 - Aleksandr Peresvet, religioso russo
- 1395 - Dabiša di Bosnia, sovrano bosniaco (n. 1339)
- 1397 - Tommaso Plantageneto, I duca di Gloucester, nobile inglese (n. 1355)

## XV secolo(8)
- 1405 - Francesco III Ordelaffi, nobile (n. 1349)
- 1425 - Carlo III di Navarra, sovrano (n. 1361)
- 1427 - Tommaso Brancaccio, cardinale italiano
- 1436 - Guglielmo di Werle, principe
- 1475 - Alano della Rupe, teologo francese (n. 1428)
- 1476 - Giovanni II d'Alençon, condottiero francese (n. 1409)
- 1477 - Lionello I Pio di Savoia, condottiero e sovrano italiano
- 1478 - Serafina Sforza, religiosa italiana (n. 1434)

## XVI secolo(12)
- 1517 - Giovan Luca Squarcialupo, nobile e politico italiano
- 1519 - Hōjō Sōun, militare giapponese (n. 1432)
- 1531 - Benedetto Tiezzi, religioso italiano
- 1548 - Giovanni IV von Pernstein, nobile ceco (n. 1487)
- 1555 - Tommaso di Villanova, arcivescovo cattolico e santo spagnolo (n. 1486)
- 1556 - Martin Frecht, teologo tedesco (n. 1494)
- 1560 - Amy Robsart, nobile inglese (n. 1532)
- 1564 - Mathurin Cordier, teologo e umanista francese
- 1566 - Nikola Šubić Zrinski, generale croato
- 1597 - Alessio Bertolotti, militare italiano
- 1600 - Matsudaira Ietada, militare giapponese (n. 1555)
- 1600 - Torii Mototada, militare giapponese (n. 1539)

## XVII secolo(32)
- 1607 - Girolamo Rossi, storico, filosofo e medico italiano (n. 1539)
- 1608 - Jerónimo Xavierre, cardinale spagnolo (n. 1546)
- 1613 - Carlo Gesualdo, compositore italiano (n. 1566)
- 1619 - Stefano Pongrácz, presbitero ungherese
- 1622 - Galeazzo Sanvitale, arcivescovo cattolico italiano (n. 1566)
- 1623 - Giovanni Antonio Fuccioli, presbitero italiano (n. 1541)
- 1624 - Marco Antonio de Dominis, arcivescovo cattolico, teologo e scienziato dalmata (n. 1560)
- 1627 - Juan Sánchez Cotán, pittore e monaco cristiano spagnolo (n. 1560)
- 1633 - Carlo Carafa, presbitero italiano (n. 1561)
- 1636 - Giovanni Giacomo Semenza, pittore italiano (n. 1583)
- 1637 - Robert Fludd, medico, alchimista e astrologo britannico (n. 1574)
- 1643 - Giovanni Ciampoli, presbitero, poeta e umanista italiano (n. 1589)
- 1644 - Antonio Mira de Amescua, poeta e drammaturgo spagnolo
- 1645 - Francisco de Quevedo, scrittore e poeta spagnolo (n. 1580)
- 1646 - Ippolito Andreasi, vescovo cattolico e scrittore italiano
- 1646 - Nicolas Faret, politico, scrittore e poeta francese
- 1646 - Partenio I di Costantinopoli, arcivescovo ortodosso greco
- 1650 - Elisabetta Stuart, nobile britannica (n. 1635)
- 1651 - Rocco Pirri, abate e storico italiano (n. 1577)
- 1654 - Pietro Claver, gesuita, missionario e santo spagnolo (n. 1581)
- 1656 - Joseph Hall, vescovo anglicano, poeta e scrittore britannico (n. 1574)
- 1659 - Federico V di Baden-Durlach, nobile tedesco (n. 1594)
- 1660 - Daniel Czepko, poeta e mistico tedesco (n. 1605)
- 1664 - Samuel Guichenon, storico, genealogista e avvocato francese (n. 1607)
- 1669 - Matteo Ferchio, francescano, filosofo e teologo italiano (n. 1583)
- 1669 - Francesca di Lorena, nobile francese (n. 1592)
- 1675 - Amalia di Solms-Braunfels, nobile tedesca (n. 1602)
- 1675 - Federico di Nassau-Weilburg, nobile tedesco (n. 1640)
- 1678 - Pietro Della Vecchia, pittore italiano (n. 1603)
- 1679 - Jean Danican Philidor, oboista e compositore francese
- 1681 - Gaetano Miroballi, arcivescovo cattolico italiano (n. 1629)
- 1682 - Stefano Brancaccio, cardinale e arcivescovo cattolico italiano (n. 1618)

## XVIII secolo(17)
- 1705 - Cosimo Ulivelli, pittore italiano (n. 1625)
- 1706 - Romanus Weichlein, compositore e violinista austriaco (n. 1652)
- 1713 - Livio Odescalchi, nobile italiano
- 1721 - Henri Arnaud, religioso francese (n. 1643)
- 1727 - Giuseppe Bartolomeo Chiari, pittore italiano (n. 1654)
- 1755 - Hendrick, nativo americano
- 1763 - Carlos Mardel, architetto e ingegnere ungherese (n. 1695)
- 1777 - Giovanni Alberto Colombo, fisico, astronomo e filosofo italiano
- 1780 - Jeanne-Marie Leprince de Beaumont, scrittrice francese (n. 1711)
- 1782 - Francesco Tassi, storico dell'arte italiano (n. 1710)
- 1784 - Ann Lee, mistica britannica (n. 1736)
- 1789 - Marie Thérèse Sophie Richard de Ruffey, nobile francese (n. 1754)
- 1790 - Gioacchino Pizzi, poeta italiano (n. 1716)
- 1792 - Henry Vane, II conte di Darlington, ufficiale inglese (n. 1726)
- 1800 - Antonio Maria Gardini, vescovo cattolico italiano (n. 1738)
- 1800 - Pierre Gaviniès, violinista e compositore francese (n. 1728)
- 1800 - Ernesto Federico di Sassonia-Coburgo-Saalfeld, duca tedesco (n. 1724)

## XIX secolo(61)
- 1806 - Patrick Cotter O'Brien, irlandese (n. 1760)
- 1811 - Alexander Anderson, chirurgo e botanico scozzese (n. 1748)
- 1811 - Peter Simon Pallas, biologo, zoologo e botanico tedesco (n. 1741)
- 1811 - Andrejan Dmitrievič Zacharov, architetto russo (n. 1761)
- 1812 - Charles-André Merda, militare francese (n. 1773)
- 1814 - Maria Carolina d'Asburgo-Lorena, nobile (n. 1752)
- 1817 - Charles Abbot, entomologo e botanico britannico (n. 1761)
- 1823 - Johan Coenraad van Hasselt, botanico, zoologo e micologo olandese (n. 1797)
- 1824 - Antonio Gabriele Severoli, cardinale e arcivescovo cattolico italiano (n. 1757)
- 1833 - Joseph Karl Ambrosch, tenore e compositore ceco (n. 1759)
- 1837 - Therese Rosenbaum, soprano austriaco (n. 1774)
- 1838 - Giovanni Maria Cavasanti, militare italiano (n. 1774)
- 1838 - Pietro Rovelli, violinista e compositore italiano (n. 1793)
- 1845 - Ieroteo I di Alessandria, arcivescovo ortodosso greco
- 1846 - Archibald Kennedy, I marchese di Ailsa, nobile scozzese (n. 1770)
- 1848 - Gustavo d'Assia-Homburg, nobile tedesco (n. 1781)
- 1848 - Ignaz Friedrich Tausch, botanico boemo (n. 1793)
- 1849 - Andreas Gottschalk, rivoluzionario e medico tedesco (n. 1815)
- 1850 - Gerlando Marsiglia, pittore italiano (n. 1793)
- 1851 - Joseph Anselm Feuerbach, archeologo e filologo classico tedesco (n. 1798)
- 1852 - Pëtr Michajlovič Volkonskij, generale russo (n. 1776)
- 1853 - Federico Ozanam, storico e giornalista francese (n. 1813)
- 1854 - Elijah Williams, scacchista britannico (n. 1809)
- 1855 - Giovanni Paolo Lasinio, incisore e pittore italiano (n. 1789)
- 1857 - Jean François Boissonade de Fontarabie, storico francese (n. 1774)
- 1858 - Jacopo Foroni, compositore e direttore d'orchestra italiano (n. 1824)
- 1858 - Matilde Malenchini, pittrice italiana (n. 1779)
- 1860 - Juan Rafael Mora Porras, politico costaricano (n. 1814)
- 1862 - Ignacio Zaragoza, generale e politico messicano (n. 1829)
- 1864 - Johannes von Geissel, cardinale tedesco (n. 1796)
- 1865 - Girolamo Luxardo, imprenditore e diplomatico italiano (n. 1784)
- 1865 - William Henry Smyth, astronomo e ammiraglio britannico (n. 1788)
- 1866 - Gustav Biedermann Günther, chirurgo tedesco (n. 1801)
- 1869 - Pasquale Revoltella, imprenditore e economista italiano (n. 1795)
- 1872 - Paolo Emiliani Giudici, scrittore, storico e critico letterario italiano (n. 1812)
- 1875 - Benedetto De Lisi, scultore italiano (n. 1831)
- 1877 - Leopoldo Cannavina, politico italiano (n. 1810)
- 1877 - Joseph Napoléon Sébastien Sarda Garriga, funzionario francese (n. 1808)
- 1877 - Dominique Peyramale, presbitero francese (n. 1811)
- 1878 - Miguel García Granados Zavala, politico guatemalteco (n. 1809)
- 1879 - Felice Frasi, organista e compositore italiano (n. 1806)
- 1879 - William Morris Hunt, pittore statunitense (n. 1824)
- 1880 - Wilhelm August Rieder, pittore austriaco (n. 1796)
- 1881 - Federico d'Orange-Nassau, nobile (n. 1797)
- 1882 - Sarah Mapps Douglass, scrittrice, pittrice e oratrice statunitense (n. 1806)
- 1882 - Joseph Liouville, matematico francese (n. 1809)
- 1883 - Paul Siraudin, librettista e drammaturgo francese (n. 1812)
- 1885 - Charles Louis de Maere, imprenditore e compositore belga (n. 1802)
- 1886 - José Benito Serra, vescovo cattolico spagnolo (n. 1811)
- 1888 - Annie Chapman, britannica (n. 1840)
- 1889 - Sālote Lupepau'u, regina tongana (n. 1811)
- 1892 - Enrico Cialdini, nobile, generale e diplomatico italiano (n. 1811)
- 1892 - Martino Speciale Costarelli, politico italiano (n. 1827)
- 1893 - Luke Short, pistolero statunitense (n. 1854)
- 1894 - Hermann von Helmholtz, medico, fisiologo e fisico tedesco (n. 1821)
- 1894 - Luigi Filippo Alberto d'Orléans, nobile e politico francese (n. 1838)
- 1895 - Pietro Armanini, mandolinista e compositore italiano (n. 1844)
- 1895 - Friedrich Gottlob Keller, inventore tedesco (n. 1816)
- 1895 - Adam Opel, imprenditore tedesco (n. 1837)
- 1896 - Alessandro Arnaboldi, poeta italiano (n. 1827)
- 1896 - Antonio Ximenes, scultore e disegnatore italiano (n. 1827)

## XX secolo(227)
- 1901 - André Lambert, calciatore francese (n. 1877)
- 1902 - James Hobrecht, architetto e urbanista tedesco (n. 1825)
- 1908 - Pompeo Cambiasi, musicologo e politico italiano (n. 1840)
- 1909 - Vere St. Leger Goold, tennista e criminale irlandese (n. 1853)
- 1911 - Jan Maurycy Paweł Puzyna de Kosielsko, cardinale e vescovo cattolico polacco (n. 1842)
- 1914 - Igino Bandi, vescovo cattolico italiano (n. 1847)
- 1914 - Karl Heilbronner, psichiatra tedesco (n. 1869)
- 1914 - Thomas Highgate, militare britannico (n. 1895)
- 1914 - Regina di Luanto, scrittrice italiana (n. 1862)
- 1914 - Johannes Schneider, calciatore tedesco (n. 1887)
- 1915 - Davide Calandra, scultore e ebanista italiano (n. 1856)
- 1915 - Ugo Schiff, chimico tedesco (n. 1834)
- 1917 - Salvatore Baldassarre, veterinario italiano (n. 1853)
- 1917 - Gaspare Invrea, scrittore e poeta italiano (n. 1850)
- 1918 - Johann Baptist Jordan, presbitero tedesco (n. 1848)
- 1919 - Edward Bruce, arciere statunitense (n. 1861)
- 1920 - Harmon Northrop Morse, chimico e docente statunitense (n. 1848)
- 1920 - Rudolf Mosse, editore e filantropo tedesco (n. 1843)
- 1921 - Charles Émile François-Franck, fisiologo e patologo francese (n. 1849)
- 1921 - Jan Janský, neurologo e psichiatra ceco (n. 1873)
- 1922 - Léon Bonnat, pittore francese (n. 1833)
- 1922 - Henri Meunier, pittore, incisore e illustratore belga (n. 1873)
- 1923 - Ugo Sivocci, pilota automobilistico italiano (n. 1885)
- 1924 - Elena d'Asburgo-Lorena, nobildonna austriaca (n. 1903)
- 1925 - Francesco Schupfer, giurista e politico italiano (n. 1833)
- 1928 - Ulrich von Brockdorff-Rantzau, diplomatico tedesco (n. 1869)
- 1928 - Vincenzo Capobianchi, pittore e numismatico italiano (n. 1836)
- 1929 - Amico Bignami, medico italiano (n. 1862)
- 1929 - Raffaele Tafuri, pittore italiano (n. 1857)
- 1930 - Michele Scherillo, critico letterario e politico italiano (n. 1860)
- 1931 - Antonio Barbieri, poeta italiano (n. 1859)
- 1932 - Christian von Ehrenfels, filosofo austriaco (n. 1859)
- 1932 - Alfonso Piccin, ciclista su strada e pistard italiano (n. 1901)
- 1933 - Robert Chesebrough, chimico e inventore statunitense (n. 1837)
- 1933 - Faysal I d'Iraq, re (n. 1885)
- 1937 - Géza Horváth, medico e entomologo ungherese (n. 1847)
- 1937 - Ettore Mazzucco, militare e politico italiano (n. 1865)
- 1937 - Vincenzo Raciti Romeo, storico italiano (n. 1849)
- 1938 - Tito Maria Cucchi, teologo e vescovo cattolico italiano (n. 1860)
- 1938 - Derrick Norman Lehmer, matematico statunitense (n. 1867)
- 1938 - Agustín Magaldi, cantautore argentino (n. 1898)
- 1940 - Lila Leslie, attrice britannica (n. 1890)
- 1940 - Roger Ritoux-Lachaud, militare e aviatore francese (n. 1902)
- 1941 - Giuseppe Amisani, pittore italiano (n. 1881)
- 1942 - Adam Bargielski, presbitero polacco (n. 1903)
- 1942 - Lilli Henoch, pesista, discobola e insegnante tedesca (n. 1899)
- 1942 - Vilém Loos, hockeista su ghiaccio e calciatore ceco (n. 1895)
- 1943 - Julius Fučík, giornalista, scrittore e antifascista ceco (n. 1903)
- 1943 - Ferrante Vincenzo Gonzaga, militare italiano (n. 1889)
- 1943 - Giuseppe Sani, pittore italiano (n. 1869)
- 1943 - Magnus Stifter, attore e regista austriaco (n. 1878)
- 1944 - Hans Waldmüller, militare tedesco (n. 1912)
- 1944 - Quintino Di Vona, antifascista italiano (n. 1894)
- 1944 - Ulrich von Hassell, diplomatico tedesco (n. 1881)
- 1944 - Lela Karagianni, partigiana greca (n. 1898)
- 1944 - Riccardo Masnata, partigiano italiano (n. 1908)
- 1944 - Ulrich Wilhelm von Schwerin von Schwanenfeld, politico tedesco (n. 1902)
- 1944 - Arthur Trester, dirigente sportivo statunitense (n. 1878)
- 1944 - Jan van Gilse, compositore e direttore d'orchestra olandese (n. 1881)
- 1945 - John Victor Mackay, scenografo statunitense (n. 1891)
- 1946 - Dorothy Harrison Eustis, filantropa statunitense (n. 1886)
- 1946 - Felice Supino, ittiologo italiano (n. 1870)
- 1947 - Alfredo Bouvier, avvocato e politico italiano (n. 1856)
- 1947 - Cirillo IX Moghabghab, vescovo cattolico e patriarca cattolico libanese (n. 1855)
- 1947 - Kurt Eberhard, militare tedesco (n. 1874)
- 1948 - Thomas Mofolo, scrittore lesothiano (n. 1876)
- 1948 - Erich Pohl, calciatore tedesco (n. 1894)
- 1949 - Monte M. Katterjohn, sceneggiatore statunitense (n. 1891)
- 1949 - Anton Pointner, attore austriaco (n. 1894)
- 1949 - Richard Strauss, compositore e direttore d'orchestra tedesco (n. 1864)
- 1950 - Domenico Emanuelli, medico e politico italiano (n. 1910)
- 1950 - Hanka Ordonówna, attrice, ballerina e cantante polacca (n. 1902)
- 1952 - Percy Grant, ammiraglio inglese (n. 1867)
- 1953 - Johannes Baumann, politico, avvocato e giudice svizzero (n. 1874)
- 1953 - Robert Kienböck, radiologo austriaco (n. 1871)
- 1953 - Frederick Moore Vinson, politico e giurista statunitense (n. 1880)
- 1954 - André Derain, pittore e illustratore francese (n. 1880)
- 1954 - Curtis Dwight Wilbur, politico statunitense (n. 1867)
- 1955 - Clodoveo Bonazzi, sindacalista italiano (n. 1890)
- 1955 - Johannes de Jong, cardinale e arcivescovo cattolico olandese (n. 1885)
- 1955 - Richard Verderber, schermidore austriaco (n. 1884)
- 1956 - Nina Artuffo, attrice e cantante italiana (n. 1907)
- 1956 - John Cusack, politico e imprenditore australiano (n. 1868)
- 1956 - Oskar Kaufmann, architetto ungherese (n. 1873)
- 1958 - Claudio Botta, scultore e pittore italiano (n. 1891)
- 1958 - Émile Delchambre, canottiere francese (n. 1875)
- 1958 - Geoffrey Winthrop Young, alpinista, poeta e scrittore inglese (n. 1874)
- 1959 - Clemente Bovi, militare italiano (n. 1926)
- 1959 - Gabrielle Fontan, attrice francese (n. 1873)
- 1960 - Bianca Virginia Camagni, regista, attrice e produttrice cinematografica italiana (n. 1885)
- 1960 - Feroze Gandhi, politico e giornalista indiano (n. 1912)
- 1960 - Dagoberto Godoy, militare e aviatore cileno (n. 1893)
- 1960 - Oscar Pettiford, contrabbassista e violoncellista statunitense (n. 1922)
- 1960 - Benjamin Stoloff, regista e produttore cinematografico statunitense (n. 1895)
- 1960 - Angiolo Treves, schermidore italiano (n. 1900)
- 1961 - Evelyn Sandberg Vavalà, storica dell'arte britannica (n. 1888)
- 1961 - Gina Moneta, attrice italiana (n. 1894)
- 1963 - Stone Johnson, velocista e giocatore di football americano statunitense (n. 1940)
- 1963 - Edwin Linkomies, politico, latinista e lessicografo finlandese (n. 1894)
- 1963 - Maurice Wilks, ingegnere, progettista e manager britannico (n. 1904)
- 1964 - Sigfrid Henrici, generale tedesco (n. 1889)
- 1964 - Theo Koenen, calciatore tedesco (n. 1890)
- 1965 - Dorothy Dandridge, attrice e cantante statunitense (n. 1922)
- 1965 - Hermann Staudinger, chimico tedesco (n. 1881)
- 1965 - Arius van Tienhoven, medico olandese (n. 1886)
- 1966 - Domenico Colasanto, politico italiano (n. 1896)
- 1966 - Jorge Carlos Dortas Olivieri, cestista brasiliano (n. 1931)
- 1966 - Béla Ludwig, allenatore di calcio e calciatore ungherese (n. 1889)
- 1966 - John Taylor, pilota automobilistico britannico (n. 1933)
- 1967 - Donald Ewen Cameron, psichiatra statunitense (n. 1901)
- 1967 - Kira Kirillovna Romanova, principessa russa (n. 1909)
- 1968 - Stefano Zuech, scultore italiano (n. 1877)
- 1969 - Bud Collyer, doppiatore e conduttore televisivo statunitense (n. 1908)
- 1969 - Alexandra David-Néel, scrittrice e esploratrice francese (n. 1868)
- 1969 - Emil Leeb, generale tedesco (n. 1881)
- 1969 - Frederick Varley, pittore canadese (n. 1881)
- 1970 - Gaetano Arcangeli, poeta italiano (n. 1910)
- 1970 - Gentil Cardoso, allenatore di calcio brasiliano (n. 1906)
- 1970 - Pedro Cea, calciatore e allenatore di calcio uruguaiano (n. 1900)
- 1970 - Georges Lagouge, ginnasta francese (n. 1893)
- 1970 - Percy Spencer, ingegnere e inventore statunitense (n. 1894)
- 1971 - Emmett Toppino, velocista statunitense (n. 1909)
- 1972 - Warren Kealoha, nuotatore statunitense (n. 1904)
- 1974 - Vratislav Čech, calciatore cecoslovacco (n. 1912)
- 1974 - Per Holm, calciatore norvegese (n. 1899)
- 1974 - James Swinnerton, fumettista e pittore statunitense (n. 1875)
- 1974 - Wolfgang Windgassen, tenore tedesco (n. 1914)
- 1975 - Erik Adlerz, tuffatore svedese (n. 1892)
- 1975 - László Barsi, mezzofondista e velocista ungherese (n. 1904)
- 1975 - Gioacchino D'Anna, militare italiano (n. 1936)
- 1975 - Paul Metz, hockeista su prato danese (n. 1892)
- 1976 - Emilio Arnstein, calciatore, dirigente sportivo e arbitro di calcio austriaco (n. 1886)
- 1976 - Desmond Andrew Herbert, botanico australiano (n. 1898)
- 1976 - Willem Janssen, calciatore olandese (n. 1880)
- 1976 - Olga Solbelli, attrice italiana (n. 1898)
- 1977 - Fritz Mandl, imprenditore austriaco (n. 1900)
- 1977 - Zero Mostel, attore e cabarettista statunitense (n. 1915)
- 1977 - Cesare Nordio, compositore italiano (n. 1891)
- 1978 - Giuseppe Calderone, mafioso italiano (n. 1925)
- 1978 - Joseph Cerrito, mafioso italiano (n. 1911)
- 1978 - Francesco Maugeri, ammiraglio italiano (n. 1898)
- 1978 - Jean Nicolas, calciatore francese (n. 1913)
- 1978 - Rinaldo Piazzalunga, calciatore italiano (n. 1899)
- 1978 - Osvaldo Savio, arbitro di calcio italiano (n. 1909)
- 1978 - Leopoldo Torre Nilsson, regista, produttore cinematografico e sceneggiatore argentino (n. 1924)
- 1978 - Pančo Vladigerov, compositore, insegnante e pianista bulgaro (n. 1899)
- 1978 - Ricardo Zamora, allenatore di calcio e calciatore spagnolo (n. 1901)
- 1979 - Hilda di Lussemburgo, principessa lussemburghese (n. 1897)
- 1979 - Ugo Montemurro, generale italiano (n. 1891)
- 1979 - Vidoe Smilevski, politico jugoslavo (n. 1915)
- 1979 - Billy Taylor Jr., hockeista su ghiaccio canadese (n. 1942)
- 1979 - Mario Tozzi, pittore italiano (n. 1895)
- 1980 - Maurice Genevoix, scrittore francese (n. 1890)
- 1980 - Bob Hassmiller, cestista statunitense (n. 1916)
- 1980 - Willard Frank Libby, chimico statunitense (n. 1908)
- 1980 - Gabriele Marzano, archeologo e avvocato italiano (n. 1894)
- 1980 - Ignazio Serra, politico e avvocato italiano (n. 1903)
- 1981 - Austen Campbell, calciatore inglese (n. 1901)
- 1981 - Gerry Geran, hockeista su ghiaccio statunitense (n. 1896)
- 1981 - Nisargadatta Maharaj, filosofo indiano (n. 1897)
- 1981 - Carlo Alberto Pizzini, compositore italiano (n. 1905)
- 1981 - Wang Shujin, artista marziale cinese (n. 1904)
- 1981 - Roy Wilkins, attivista statunitense (n. 1901)
- 1981 - Hideki Yukawa, fisico giapponese (n. 1907)
- 1982 - Pete Pederson, cestista statunitense (n. 1910)
- 1983 - Ibrahim 'Abbud, generale e politico sudanese (n. 1900)
- 1983 - Pasquale Buglione, politico italiano (n. 1894)
- 1983 - Antonin Magne, ciclista su strada, pistard e dirigente sportivo francese (n. 1904)
- 1983 - Nereo Pasquali, calciatore italiano (n. 1907)
- 1983 - Ričard Nikolaevič Viktorov, regista sovietico (n. 1929)
- 1984 - Enzo Contegno, tiratore a segno italiano (n. 1927)
- 1984 - Salvo Libassi, attore italiano (n. 1910)
- 1984 - Georges Meuris, calciatore francese (n. 1907)
- 1984 - Johnnie Parsons, pilota automobilistico statunitense (n. 1918)
- 1984 - Rodolfo Sorcinelli, pallonista italiano (n. 1918)
- 1984 - Carletto Sposito, attore italiano (n. 1924)
- 1985 - John Franklin Enders, biologo, batteriologo e virologo statunitense (n. 1897)
- 1985 - Ana Mendieta, artista cubana (n. 1948)
- 1985 - Francesco Rogadeo, ammiraglio italiano (n. 1892)
- 1986 - Ferenc Hatlaczky, canoista ungherese (n. 1934)
- 1986 - Enrico Tullio Liebman, giurista italiano (n. 1903)
- 1986 - Ray Nazarro, regista, produttore cinematografico e sceneggiatore statunitense (n. 1902)
- 1987 - Konrad Georg, attore tedesco (n. 1914)
- 1987 - Gordon Gollob, aviatore tedesco (n. 1912)
- 1987 - Roberto Tremelloni, politico e giornalista italiano (n. 1900)
- 1987 - Julián Vergara, calciatore spagnolo (n. 1913)
- 1988 - Tommaso Gnone, pittore e incisore italiano (n. 1906)
- 1988 - Mandrake, cantante e percussionista brasiliano (n. 1934)
- 1989 - Karel Finek, allenatore di calcio e calciatore cecoslovacco (n. 1920)
- 1989 - Enrico Pruner, politico italiano (n. 1922)
- 1989 - Aleardo Simoni, ciclista su strada italiano (n. 1902)
- 1990 - Boris Tenin, attore sovietico (n. 1905)
- 1990 - Cosimo Zappelli, alpinista italiano (n. 1934)
- 1991 - Brad Davis, attore e attivista statunitense (n. 1949)
- 1991 - Tom Jaquet, cestista statunitense (n. 1925)
- 1991 - Alex North, compositore statunitense (n. 1910)
- 1991 - Luigi Pareyson, filosofo italiano (n. 1918)
- 1991 - M.C. Reynolds, giocatore di football americano statunitense (n. 1935)
- 1992 - Quentin N. Burdick, politico statunitense (n. 1908)
- 1992 - Pep Pujolrás, cestista spagnolo (n. 1966)
- 1993 - Peter Higgins, velocista britannico (n. 1928)
- 1993 - Michele Sce, matematico italiano (n. 1929)
- 1994 - Juan Alonso Adelarpe, calciatore e allenatore di calcio spagnolo (n. 1927)
- 1994 - Mario Del Monte, politico italiano (n. 1941)
- 1994 - Il'ja Jakovlevič Gurin, regista sovietico (n. 1922)
- 1994 - Eijirō Tōno, attore giapponese (n. 1907)
- 1995 - Francisco Campos, calciatore e allenatore di calcio spagnolo (n. 1915)
- 1995 - José Luis González, calciatore messicano (n. 1942)
- 1995 - Erich Kunz, baritono austriaco (n. 1909)
- 1995 - Zhang Ailing, scrittrice, saggista e sceneggiatrice cinese (n. 1920)
- 1996 - Semёn Davidovič Aranovič, regista sovietico (n. 1934)
- 1996 - Larbi Mohammedi, pugile francese (n. 1972)
- 1997 - Marie Bedford, nuotatrice sudafricana (n. 1907)
- 1997 - Domenico Cardini, architetto italiano (n. 1913)
- 1997 - Sabatino Moscati, archeologo, storico e orientalista italiano (n. 1922)
- 1997 - Derek Taylor, giornalista, scrittore e critico teatrale britannico (n. 1932)
- 1998 - Komla Agbeli Gbedemah, politico ghanese (n. 1912)
- 1998 - Leonid Kinskey, attore russo (n. 1903)
- 1998 - Tryfon Tzanetis, allenatore di calcio e calciatore greco (n. 1918)
- 1998 - Howard Vocke, cestista statunitense (n. 1915)
- 1999 - Aleksandar Aranđelović, calciatore e allenatore di calcio jugoslavo (n. 1920)
- 1999 - Birgit Cullberg, coreografa svedese (n. 1908)
- 1999 - Ivanoe Fraizzoli, imprenditore e dirigente sportivo italiano (n. 1916)
- 1999 - Angelo Gandini, calciatore italiano (n. 1931)
- 1999 - Moondog, musicista statunitense (n. 1916)
- 2000 - Luca Abort, cantante italiano (n. 1964)
- 2000 - John Aloysius O'Keefe, astronomo e geodeta statunitense (n. 1916)

## XXI secolo(131)
- 2001 - Gregorio Agós, cestista uruguaiano (n. 1913)
- 2001 - Tino Petrelli, fotografo italiano (n. 1922)
- 2001 - Antonio Terzi, giornalista e scrittore italiano (n. 1925)
- 2002 - Georges-André Chevallaz, politico svizzero (n. 1915)
- 2002 - Lucas Moreira Neves, cardinale, arcivescovo cattolico e teologo brasiliano (n. 1925)
- 2002 - Marco Siffredi, alpinista e snowboarder francese (n. 1979)
- 2002 - Giuseppe Signori, giornalista italiano (n. 1913)
- 2003 - Edgar D. Holladay, compositore di scacchi statunitense (n. 1925)
- 2003 - Jaclyn Linetsky, attrice canadese (n. 1986)
- 2003 - Leni Riefenstahl, regista, attrice e produttrice cinematografica tedesca (n. 1902)
- 2003 - Giuseppe Scalvini, scultore italiano (n. 1908)
- 2003 - Vadim Schneider, attore francese (n. 1986)
- 2004 - Ernani D'Alconzo, calciatore italiano (n. 1919)
- 2004 - Bror Mellberg, calciatore svedese (n. 1923)
- 2004 - Dan Spătaru, cantante rumeno (n. 1939)
- 2004 - Frank Thomas, animatore e fumettista statunitense (n. 1912)
- 2005 - Noel Cantwell, calciatore e allenatore di calcio irlandese (n. 1932)
- 2005 - Luigi Cavallo, partigiano e giornalista italiano (n. 1920)
- 2005 - Antonio Grilli, politico italiano (n. 1922)
- 2005 - Milena Hübschmannová, linguista e etnografa ceca (n. 1933)
- 2005 - Hans Keiter, pallamanista tedesco (n. 1910)
- 2006 - Gino Giardini, critico letterario italiano (n. 1930)
- 2006 - S. John Launer, attore statunitense (n. 1919)
- 2006 - Corrado Mazzari, pittore italiano (n. 1922)
- 2006 - Gianni Solaro, attore italiano (n. 1913)
- 2007 - Juan Daniel Cardellino, arbitro di calcio uruguaiano (n. 1942)
- 2007 - Giuseppe Davanzo, architetto e designer italiano (n. 1921)
- 2007 - Harry Kure, calciatore norvegese (n. 1928)
- 2007 - Maria Michetti, partigiana e politica italiana (n. 1922)
- 2007 - Giuseppe Oriana, militare e politico italiano (n. 1915)
- 2007 - Christopher Seton-Watson, militare, storico e italianista britannico (n. 1918)
- 2007 - Juan Carlos Tacchi, calciatore argentino (n. 1932)
- 2008 - Petăr Šiškov, cestista e allenatore di pallacanestro bulgaro (n. 1924)
- 2008 - Gianfranco Sobrero, ciclista su strada italiano (n. 1930)
- 2008 - Chris Witchhunter, batterista tedesco (n. 1965)
- 2008 - Hector Zazou, compositore e produttore discografico francese (n. 1948)
- 2009 - Aage Niels Bohr, fisico danese (n. 1922)
- 2009 - Mike Bongiorno, conduttore televisivo, conduttore radiofonico e partigiano italiano (n. 1924)
- 2009 - Nicola Lo Buono, dirigente sportivo, allenatore di calcio e calciatore italiano (n. 1933)
- 2009 - Sandro Lodolo, regista, sceneggiatore e autore televisivo italiano (n. 1929)
- 2010 - Gianna Alfieri, cestista italiana (n. 1921)
- 2010 - Jenny Alpha, attrice e cantante francese (n. 1910)
- 2010 - Rosemarie Dexter, attrice britannica (n. 1944)
- 2010 - Bernice Lapp, nuotatrice statunitense (n. 1917)
- 2010 - Jean Samuel, scrittore francese (n. 1922)
- 2010 - Luigi Spadoni, calciatore italiano (n. 1921)
- 2010 - Israel Tal, generale israeliano (n. 1924)
- 2010 - George Christopher Williams, biologo statunitense (n. 1926)
- 2011 - Mircea Chivulescu, cestista rumeno (n. 1944)
- 2011 - Võ Chí Công, politico vietnamita (n. 1912)
- 2012 - Enrico Bagnoli, fumettista e illustratore italiano (n. 1925)
- 2012 - Peter Hussing, pugile tedesco (n. 1948)
- 2012 - Thomas Szasz, psichiatra e attivista ungherese (n. 1920)
- 2012 - Corrado Vivanti, storico italiano (n. 1928)
- 2012 - Elizabeth Wood-Ellem, biografa, saggista e storica australiana (n. 1930)
- 2013 - Eleonora Cantamessa, medico italiano (n. 1969)
- 2013 - Louise Currie, attrice statunitense (n. 1913)
- 2014 - Marvin Barnes, cestista statunitense (n. 1952)
- 2014 - Désiré Carré, calciatore francese (n. 1923)
- 2014 - Norberto Conde, calciatore argentino (n. 1931)
- 2014 - Kent Nolan, attore canadese (n. 1989)
- 2014 - Sean O'Haire, wrestler e artista marziale misto statunitense (n. 1971)
- 2014 - Magda Olivero, soprano italiano (n. 1910)
- 2014 - Otto Hermann Pesch, teologo tedesco (n. 1931)
- 2014 - Germano Sartelli, scultore italiano (n. 1925)
- 2014 - Gerald Wilson, trombettista statunitense (n. 1918)
- 2015 - Tarcisio Fabris, calciatore e allenatore di calcio italiano (n. 1931)
- 2015 - Ferenc Kiss, lottatore ungherese (n. 1942)
- 2015 - Tyler Sash, giocatore di football americano statunitense (n. 1988)
- 2015 - Lee e Lyn Wilde, attrice e cantante statunitense (n. 1922)
- 2016 - Prince Buster, cantautore giamaicano (n. 1938)
- 2016 - Mimmo Craig, attore e doppiatore italiano (n. 1925)
- 2016 - Hazel Douglas, attrice britannica (n. 1923)
- 2016 - Maurizio Musolino, giornalista, scrittore e politico italiano (n. 1964)
- 2016 - Dragiša Pešić, politico montenegrino (n. 1954)
- 2016 - Roman Romančuk, pugile ucraino (n. 1979)
- 2016 - The Lady Chablis, attrice, scrittrice e cantante statunitense (n. 1957)
- 2017 - Pierre Bergé, imprenditore e filantropo francese (n. 1930)
- 2017 - Isabelle Daniels, velocista statunitense (n. 1937)
- 2017 - Douglas Fitzgerald Dowd, economista statunitense (n. 1919)
- 2017 - Catherine Hardy, velocista statunitense (n. 1930)
- 2017 - Blake Heron, attore statunitense (n. 1982)
- 2017 - Wera Nepy, cantante italiana (n. 1931)
- 2017 - Jerry Pournelle, autore di fantascienza, saggista e giornalista statunitense (n. 1933)
- 2017 - Humberto Rosa, calciatore e allenatore di calcio argentino (n. 1932)
- 2017 - Ljubiša Samardžić, attore e regista serbo (n. 1936)
- 2017 - Gian Berto Vanni, pittore italiano (n. 1927)
- 2017 - Don Williams, cantautore statunitense (n. 1939)
- 2018 - Giancarlo Galdiolo, allenatore di calcio e calciatore italiano (n. 1948)
- 2018 - Reidar Goa, calciatore norvegese (n. 1942)
- 2018 - Chelsi Smith, modella statunitense (n. 1973)
- 2019 - Christopher Dobson, chimico inglese (n. 1949)
- 2019 - Joe Kolter, politico statunitense (n. 1926)
- 2019 - Camilo Sesto, cantante spagnolo (n. 1946)
- 2019 - Carlos Squeo, calciatore argentino (n. 1948)
- 2020 - Elgar Baeza, calciatore uruguaiano (n. 1939)
- 2020 - Pasquale Casillo, imprenditore e dirigente sportivo italiano (n. 1948)
- 2020 - Joseph Chennoth, arcivescovo cattolico indiano (n. 1943)
- 2020 - Ronald Harwood, sceneggiatore, scrittore e drammaturgo sudafricano (n. 1934)
- 2020 - Mario Messinis, critico musicale e musicologo italiano (n. 1932)
- 2021 - Antony Acland, diplomatico inglese (n. 1930)
- 2021 - Guido Caroli, pattinatore di velocità su ghiaccio italiano (n. 1927)
- 2021 - Gérard Farison, calciatore francese (n. 1944)
- 2021 - Dietmar Lorenz, judoka tedesco (n. 1950)
- 2021 - Juan Guillermo López Soto, vescovo cattolico messicano (n. 1947)
- 2021 - Aleksandr Mel'nik, regista russo (n. 1958)
- 2021 - Art Metrano, attore e comico statunitense (n. 1936)
- 2021 - Jordi Rebellón, attore spagnolo (n. 1957)
- 2021 - Roberto José Corrêa, cestista brasiliano (n. 1949)
- 2021 - Ludovico Vico, politico italiano (n. 1952)
- 2021 - Luís Villafuerte, politico filippino (n. 1935)
- 2021 - Evgenij Ziničev, politico e generale russo (n. 1966)
- 2022 - Jens Birkemose, pittore danese (n. 1943)
- 2022 - Gerónimo Cruz, cestista filippino (n. 1937)
- 2022 - Gianni Deserri, pittore e scultore italiano (n. 1948)
- 2022 - Elisabetta II del Regno Unito, sovrana britannica (n. 1926)
- 2022 - Anders Lönnbro, attore, regista e produttore cinematografico svedese (n. 1945)
- 2022 - Dave Smith, allenatore di calcio e calciatore scozzese (n. 1933)
- 2023 - Giustino Farnedi, abate, storico e archivista italiano (n. 1939)
- 2023 - Jacques Julliard, storico e saggista francese (n. 1933)
- 2023 - Mylon LeFevre, cantante e chitarrista statunitense (n. 1944)
- 2023 - Lisa Lyon, modella, attrice e culturista statunitense (n. 1953)
- 2023 - Buichi Terasawa, fumettista giapponese (n. 1955)
- 2023 - Tuanku Najihah, sovrana malese (n. 1923)
- 2024 - David Dumville, storico e medievista britannico (n. 1949)
- 2024 - Ana Gervasi, politica e diplomatica peruviana (n. 1966)
- 2024 - İlkan Karaman, cestista turco (n. 1990)
- 2024 - Mara Malavenda, sindacalista e politica italiana (n. 1945)
- 2024 - Henny Moan, attrice norvegese (n. 1936)
- 2024 - Pete Renaday, doppiatore statunitense (n. 1935)
- 2024 - Emi Shinohara, doppiatrice giapponese (n. 1963)